# Passage de la Grande Forclaz
Pour les articles homonymes, voir La Forclaz.
Le passage de la Grande Forclaz est un col de France situé dans les Alpes, dans la chaîne des Aravis, en Haute-Savoie. S'élevant à 2 311 mètres d'altitude, il sépare le mont Fleuri au nord de l'Ambrevetta à l'ouest en reliant la combe de la Grande Forclaz au nord-ouest à la combe des Fours au nord-est. À l'est, il domine la Miaz et l'arête de la Besse à ses pieds et au loin la vallée de l'Arve, face au massif du Mont-Blanc. Il est l'un des rares points de passage pédestre à travers la chaîne principale des Aravis, aussi bien en période estivale avec un sentier qu'hivernale avec un itinéraire à ski.

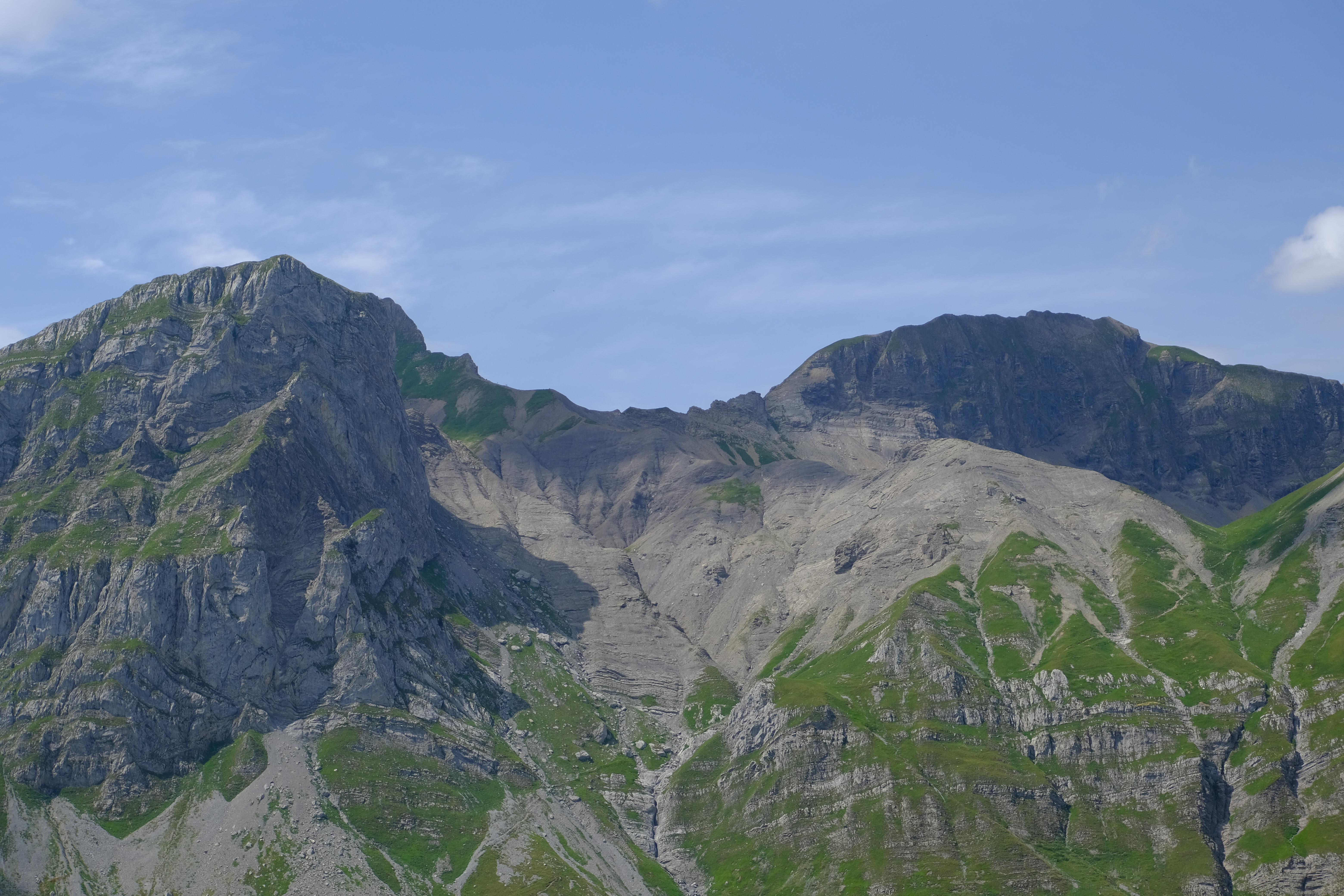
Le passage de la Grande Forclaz vu depuis le sud-est.